# Live at Last (альбом Black Sabbath)
Live at Last — концертный альбом группы Black Sabbath. Несмотря на своё широкое распространение, он был выпущен без согласия участников группы, и, таким образом, рассматривался долгое время как «неофициальный», однако релиз был законным и, впоследствии, группа была вынуждена признать его. Осборн так отзывался об альбоме: «Это самое большое дерьмо, которое они записали. Подумать только: они написали на нём моё имя как Ossie».

## Издание
Первоначальная версия, выпущенная на виниловом диске, начиналась со вступления 'Will you welcome… BLACK SABBATH!' В США диск не выпускался и был доступен только как импортный. Альбом был включён в дискографию группы после переиздания всех альбомов группы на компакт-дисках в Европе на лейбле Castle Communications в 1986 году.
- Перевыпущен в марте 1996
- Перевыпущен 20 августа 2002 в составе «Past Lives»
- Перевыпущен 27 сентября 2010
- Перевыпущен 27 сентября 2010 в составе «Past Lives» (Deluxe Edition)
- Перевыпущен 12 декабря 2012 года (на CD и на виниловом диске)

## Запись
Альбом был сделан из записей, произведенных во время концертного тура 1973 года. Группа намеревались использовать их для выпуска концертного альбома, однако осталась недовольна результатами и отложила проект на неопределенный срок. Позже, в 1980 году, бывший менеджер группы Патрик Михэн организовал выпуск альбома из этих записей на лейбле NEMS без согласия группы.
Долгое время музыканты отказывались признавать его, однако в конечном итоге музыкантам пришлось признать записи, и перевыпустить альбом в рамках двухдискового сборника «Past Lives» в 2002 году. Впоследствии сам «Past Lives» сам был ремастирован и переиздан в 2010 году в варианте «Deluxe Edition». «Live At Last» так же перевыпускался в 2010 году как ремастированный диск.
Диск также известен наличием на нём предварительной версии песни «Killing Yourself to Live», отличающейся от вошедшей в альбом, и 18-минутным исполнением песни «Wicked World», включающей в себя фрагменты песен «Into the Void», «Changes», «Supernaut» и барабанным соло.
Согласно буклету из альбома «Past Lives» треки к альбому были записаны 11 марта 1973 г. (площадка Зал свободной торговли, Манчестер) и 16 марта 1973 г. (площадка Театр Радуги, Лондон).

## Список композиций

### Сторона А
1. «Tomorrow’s Dream» — 3:04
2. «Sweet Leaf» — 5:27
3. «Killing Yourself to Live» — 5:29
4. «Cornucopia» — 3:57
5. «Snowblind» 4:47
6. «Embryo/Children of the Grave» — 4:32 («Embryo» не указан на обложке)

### Сторона Б
1. «War Pigs»— 7:38
2. «Wicked World» — 18:59
3. «Paranoid» 3:10

## Участники записи
- Тони Айомми — гитара
- Оззи Осборн — вокал
- Гизер Батлер — бас-гитара
- Билл Уорд — ударные
- Патрик Михэн — продюсер — 1973
- Ray Staff — инженеры ремастеринга — 1996
- Hugh Gilmour — дизайн и оформление — 1996
- Andy Pearce и Matt Wortham — инженеры ремастеринга — 2010
- Steve Hammonds — продюсер — 2010
- Jon Richards — ответственный за выпуск — 2010
- Alex Milas — автор примечаний к выпуску — 2010
- Hugh Gilmour — дизайн — 2010
- Andy Pearce и Matt Wortham — инженеры цифрового ремастеринга — 2012
- Greg Moore и Masterpiece — инженеры ремастеринга для издания на виниловых дисках — 2012